# Prawa człowieka w Arabii Saudyjskiej
     całkowicie wycofana
     zachowana na specjalne okoliczności (np. stan wojny)
     niewykonywana w praktyce (zawieszona)
     wykonywana forma kary

Kara śmierci na świecie.
całkowicie wycofana
zachowana na specjalne okoliczności (np. stan wojny)
niewykonywana w praktyce (zawieszona)
wykonywana forma kary

Państwa na świecie, w których istnieje prawo chłosty

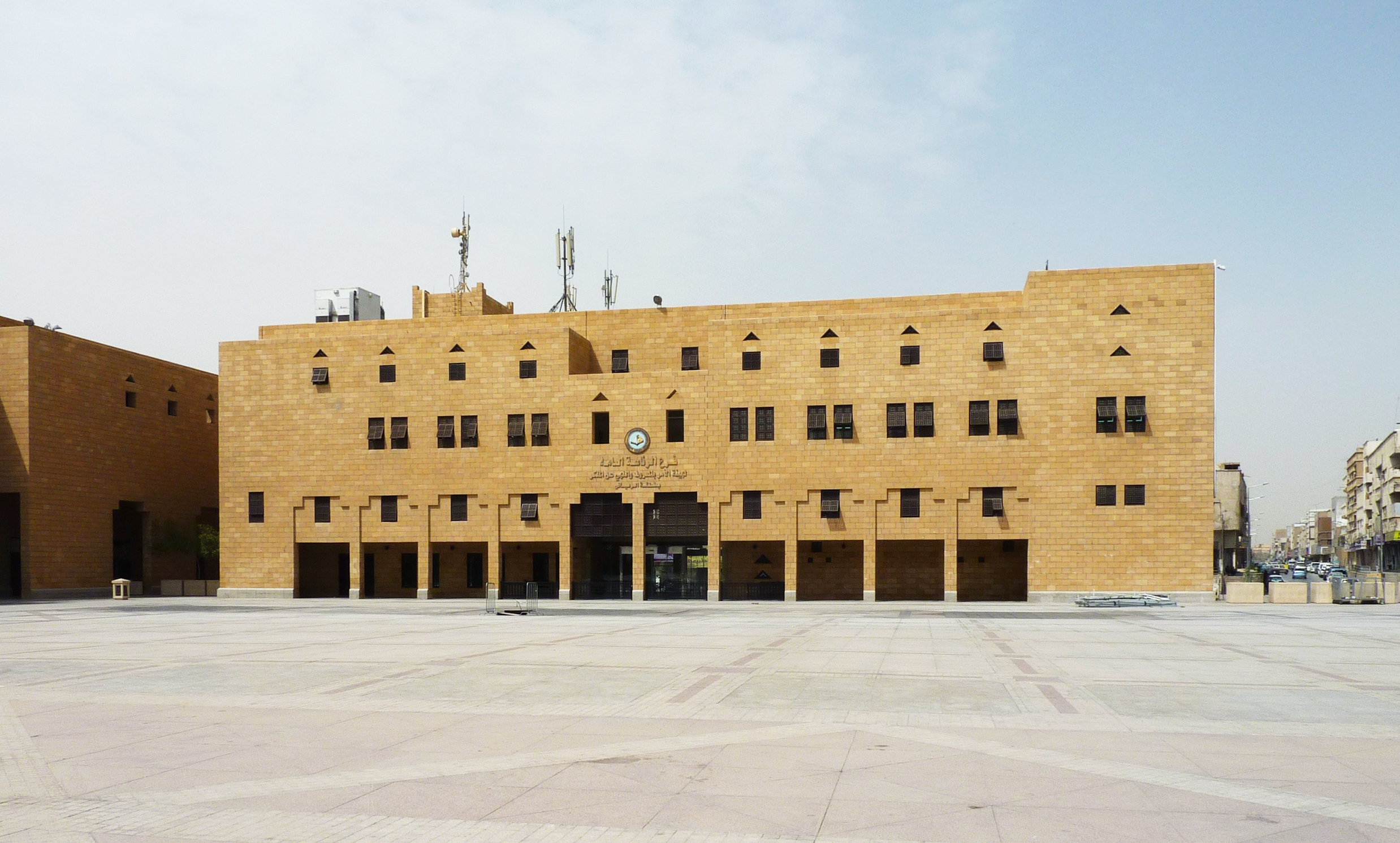
Plac Ad-Dira w Rijadzie, gdzie przeprowadza się egzekucje

Prawa człowieka w Arabii Saudyjskiej opierają się na islamie oraz na ustawie zasadniczej uchwalonej w 1992 roku. Zgodnie z opiniami międzynarodowych organizacji, walczących o prawa człowieka i demokrację (m.in. Freedom House, Human Rights Watch, Amnesty International) Arabia Saudyjska należy do grupy państw, w których prawa człowieka są stale łamane. Arabię Saudyjską oskarża się m.in. o łamanie wolności słowa, nieprzestrzeganie praw kobiet, wykonywanie kar śmierci na więźniach politycznych, brak pełnego systemu demokratycznego (mieszkańcy Arabii Saudyjskiej mogą brać udział tylko w wyborach lokalnych), brak wolności religijnej, dyskryminację osób homoseksualnych oraz o znęcanie się nad więźniami. Obowiązujące przepisy prawne oparte są na prawach szariatu (doktryna wahhabizmu) oraz o ustawę zasadniczą, ogłoszoną w 1992 roku przez króla Fahda ibn Abd al-Aziza.

## Kontekst prawno-polityczny
Arabia Saudyjska jest monarchią absolutną, z królem jako głową państwa (od 23 stycznia 2015 roku Salman ibn Abd al-Aziz Al Su’ud). System prawny opiera się na szariacie, zaś sama Arabia Saudyjska jest zaliczana do najbardziej konserwatywnych państw islamskich. Władzę wykonawczą sprawuje kierowany przez monarchę rząd. Działalność partii politycznych jest zakazana. Sąd nie zawsze potrzebuje twardych dowodów przeciwko oskarżonemu. Stawiane zarzuty są często mgliste i oparte na nieprecyzyjnych pojęciach prawnych. Prawnicy krytykujący sposób prowadzenia spraw sądowych trafiają do więzień. Na rozprawach sądowych nie muszą się stawiać członkowie rodziny królewskiej, wysocy rangą urzędnicy, jak również przyjaciele i współpracownicy wspomnianych grup, jeśli są bezpośrednio związani z procesem. W latach 90. XX wieku nasiliła się walka z opozycją, która oskarżyła monarchę i rząd o wspieranie fundamentalistów islamskich. Liczba osób przetrzymywanych w więzieniach wzrosła w wyniku wprowadzenia w kraju dodatkowych środków bezpieczeństwa po zamachach z 11 września 2001 roku. W 2009 roku w tajnych więzieniach przetrzymywano 3106 osób. Liczba skazanych wzrosła w wyniku utworzenia specjalnego urzędu do zbierania informacji o obywatelach podejrzanych o terroryzm. Pierwsze wybory lokalne w historii państwa odbyły się w 1995 roku.
Religijne prawo muzułmańskie wprowadzono w 1992 roku na mocy ustawy zbliżonej do konstytucji. Ustawa zasadnicza z 1 marca 1992 roku utwierdziła monarchię dziedziczną, przez co wybór głowy państwa w wyborach powszechnych jest niemożliwy. 8 artykuł ustawy zasadniczej nakazuje stosowanie prawa szariatu przez rząd. Na mocy 9 artykułu Arabia Saudyjska stała się państwem islamskim, gdzie każdy obywatel państwa musi wyznawać tę religię oraz ma obowiązek ochrony islamu (art. 34). Utrzymanie wartości islamskich jest obowiązkiem państwa (art. 10). Artykuł 12 zakazuje buntów. Na mocy ustawy zasadniczej dzieci są wychowywane w wierze islamskiej (art. 13). Ustawa zasadnicza zapewnia nienaruszalność prywatnego majątku, zaś w przypadku konfiskaty majątku (na rzecz interesu publicznego) państwo ma obowiązek udzielić rekompensaty (art. 17 i 18). Art. 26 zapewnia przestrzeganie praw człowieka zgodnie z szariatem. Państwo gwarantuje opiekę społeczną, bezpłatną edukację, ochronę środowiska. Sądy muszą stosować prawo szariatu (art. 48).
Arabia Saudyjska podpisała Arabską Kartę Praw Człowieka, Konwencję o prawach dziecka (26 stycznia 1996), Konwencję w sprawie zakazu stosowania tortur (23 września 1997) oraz ratyfikowała konwencję ONZ eliminują wszystkie przejawy dyskryminacji kobiet (2000).
Pomimo tych gwarancji prawa człowieka są systematycznie łamane. W roku 2015 przedstawiciel Arabii Saudyjskiej został wybrany na przewodniczącego Grupy Konsultatywnej przy Radzie Praw Człowieka Organizacji Narodów Zjednoczonych.

## Kontekst historyczny
Od chwili powstania Królestwa Arabii Saudyjskiej w 1932 roku w państwie obowiązuje ustrój monarchiczny. Prawo od początku opierało się na szariacie, choć podczas rządów króla Fajsala II w latach 1964–1975 doszło do wprowadzenia wahhabizmu jako podstawę systemu prawnego. Do 1962 roku istniało niewolnictwo. Podczas rządów Fajsala II doszło także do wprowadzenia do administracji państwowej alimów. W 1964 roku król postanowił objąć funkcję premiera i prezydenta. Jednocześnie Fajsal II zapewnił obywatelom Arabii Saudyjskiej bezpłatny dostęp do opieki zdrowotnej i szkolnictwa.

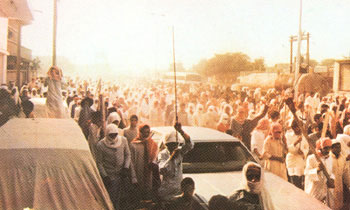
Protesty z 1979 roku

20 listopada 1979 roku grupa 250 uzbrojonych mężczyzn dowodzonych przez Dżohajmana al-Otajbi zajęła Święty Meczet. Dżohajman al-Otajbi był rok wcześniej zatrzymany za oskarżenie rodziny królewskiej o apostazję. Po uwolnieniu zorganizował bunt przeciwko rodzinie królewskiej. Za pomocą głośnika minaretu wygłosił przemówienie przeciwko książętom, ich orgiom, pijaństwu i handlowi. Domagał się „powrotu do zasad prawdziwego islamu”, obalenia monarchii i powołania islamskiej republiki. Protest przerodził się w powstanie ultrawahhabickie, obejmujące swoim zasięgiem całe państwo. Protest stłumiono siłą. Okupacja Meczetu trwała dwa tygodnie. Po śmierci kilkuset powstańców rodzina królewska przyjęła większość programu Dżohajmana al-Otajbi. Nowe prawo ograniczyło wolność słowa (wprowadzono zakaz pokazywania kobiet w telewizji i zakaz nadawania muzyki przez media saudyjskie) i zwiększyło uprawnienia policji religijnej.
Nadzieję na rozwój demokracji pojawiły się na początku lat 90., lecz utworzenie w marcu 1992 roku Rady Konsultacyjnej (składającej się początkowo z 60 osób, a od 1997 roku z 90) i uchwalenie ustawy zasadniczej zniweczyły plany. Wraz z wprowadzeniem Rady Konsultacyjnej Ministerstwo Spraw Wewnętrznych i służby wywiadowcze zwiększyły kontrolę dyskusji publicznych, kaznodziejów meczetowych i kazań oraz zakazano rozpowszechniania kaset krytykujących rząd i literatury opozycyjnej. W latach 1992–1994 przeprowadzono kampanię przeciwko dysydentom fundamentalistycznym. Aresztowano m.in. Al-Hawalego i Al-Audę, którzy otwarcie krytykowali rodzinę królewską i wzywali do gorliwszego stosowania szariatu.
W 1993 roku powstały rady regionalne składające się z zarządcy prowincji, jego zastępcy, miejscowych przedstawicieli rządowych ministrów oraz wyznaczonych przez króla co najmniej dziesięciu wykształconych i doświadczonych obywateli z danego regionu. W 1994 roku w Londynie powstał Komitet Obrony Słusznych Praw, ruch opozycyjny sprzeciwiający się rządowi saudyjskiemu. Pomimo istnienia monarchii absolutnej, od 1995 roku w Arabii Saudyjskiej organizuje się wybory lokalne. We wrześniu 2003 roku ponad 300 saudyjskich intelektualistów podpisało petycję wzywającą do przeprowadzenia reform politycznych. W czerwcu 2003 roku Ośrodek Dialogu Narodowego imienia Króla Abd al-Aziza zorganizował pierwszą sesję Forum Dialogu Narodowego – dyskusję na wybrany przez Ośrodek Dialogu temat, w którym brali udział duchowni, naukowcy, dziennikarze i pisarze. Tematami poruszanymi podczas Forum Dialogu Narodowego były m.in.: terroryzm, ekstremizm religijny, problem kobiet. 14 października 2003 roku w Rijadzie odbyła się demonstracja zwolenników zmian, ale tamtejsza policja rozpędziła manifestacje, aresztując około 270 osób. W czerwcu 2004 roku kobiety (po raz pierwszy) wzięły udział w sesji Forum. W czerwcu 2006 roku sześć kobiet powołano na stanowiska konsultantek przy Radzie Konsultacyjnej.
W marcu 2004 roku przeprowadzono kolejne aresztowania skierowane przeciwko osobom, które podpisały się pod petycją. W październiku 2003 roku Arabia Saudyjska zorganizowała po raz w swojej historii konferencję dotyczącą praw człowieka. W listopadzie 2003 roku Rada Konsultacyjna otrzymała prawo samodzielnego występowania z wnioskami legislacyjnymi. Do 2015 roku przeprowadzono trzy głosowania. W wyborach przeprowadzonych 12 grudnia 2015 roku wzięły, po raz pierwszy w historii, kobiety. W wyborach wzięło udział ok. 130 tys. kobiet i ok. 1,35 mln mężczyzn. Do władz 284 rad municypalnych kandydowało 5937 mężczyzn i 978 kobiet. 20 kobiet wygrało lokalne wybory.
W nocy z 25 na 26 marca 2015 roku lotnictwo Arabii Saudyjskiej wraz z koalicją państw muzułmańskich zaatakowała pozycje ruchu Huti w Jemenie. Interwencja w Jemenie miała na celu ograniczyć wpływy Iranu tuż przy granicach Arabii Saudyjskiej oraz pokazać opinii międzynarodowej, kto jest liderem w świecie arabskim. Według Amnesty International, działania zbrojne prowadzone przez Arabię Saudyjską noszą znamiona zbrodni na ludności cywilnej. Amnesty International oskarżył Arabię Saudyjską o bombardowanie obiektów, gdzie nie znajdowała się infrastruktura wojskowa (na przykład szkoły i szpitale) oraz stosowanie bomb kasetowych. Rywalizacja Arabii Saudyjskiej i Iranu przyczyniła się dalszej destabilizacji na Półwyspie Arabskim oraz do katastrofy humanitarnej w Jemenie, mogącej w przyszłości doprowadzićdo upadku państwa.

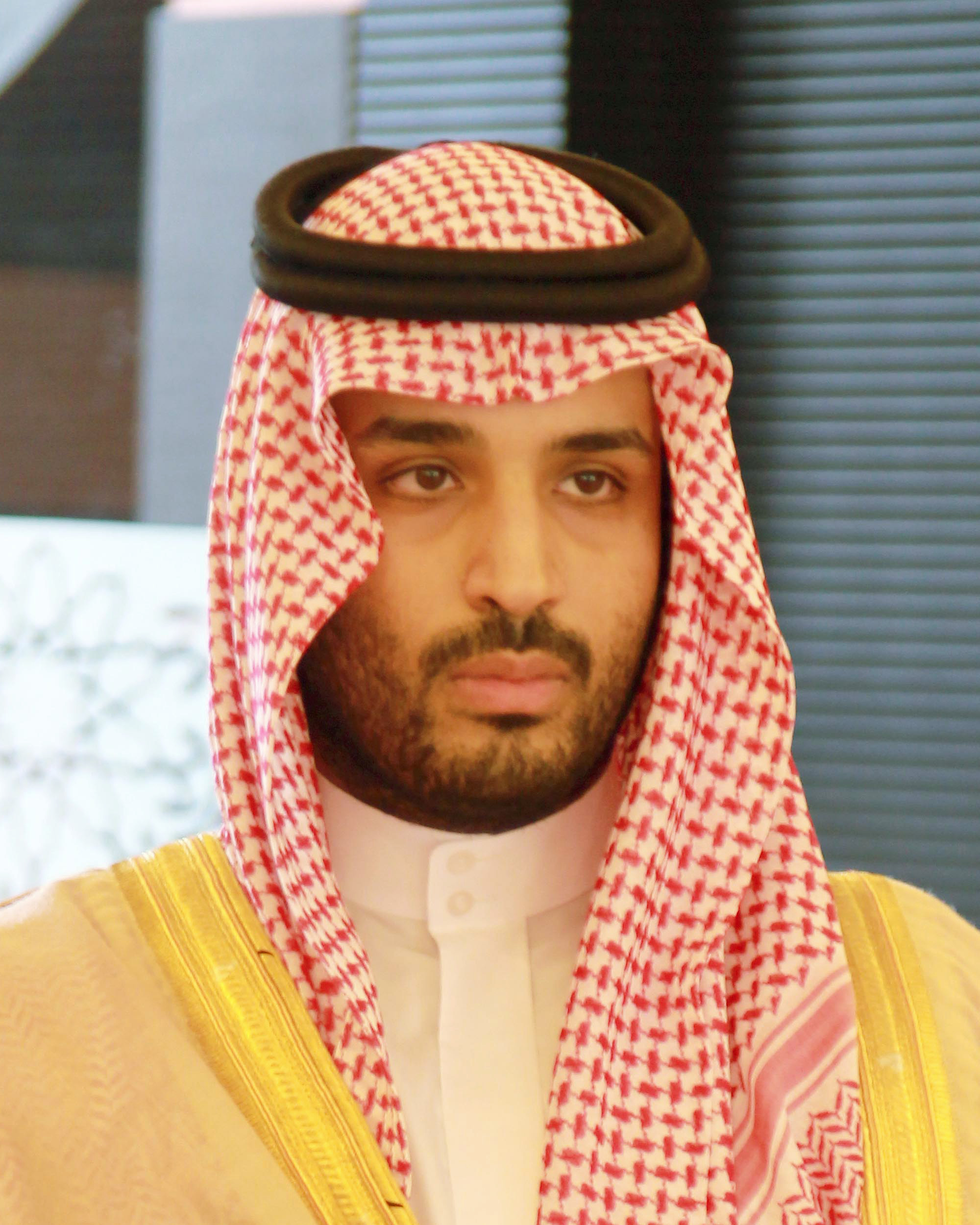
Muhammad ibn Salman ibn Abd al-Aziz Al Su’ud

21 czerwca 2017 roku na następcę tronu został wyznaczony Muhammad ibn Salman ibn Abd al-Aziz Al Su’ud. Następca tronu we wrześniu 2017 roku ogłosił zniesienie zakazu prowadzenia samochodów przez kobiety. W marcu 2018 roku w wywiadzie dla amerykańskiej telewizji powiedział, że saudyjskie kobiety nie otrzymały w pełni praw oraz poinformował, że rząd Arabii Saudyjskiej pracuje nad inicjatywą, która wprowadziłaby regulacje zapewniające równą płacę dla mężczyzn i kobiet. Następca tronu jest krytykowany przez Human Rights Watch za aresztowania i prześladowanie aktywistów na rzecz praw człowieka.
Na początku stycznia 2019 roku osiemnastoletnia Saudyjska Rahaf Alqunun zabarykadowała się na lotnisku w Bangkoku w obawie przed deportacją do Kuwejtu (skąd uciekła). Alqunun stwierdziła, że po powrocie na Bliski Wschód grozi jej śmierć za wyrzeczenie się islamu (Alqunun ogłosiła się ateistką). Początkowo uciekinierka chciała zbiec do Australii, jednak została zatrzymana w Tajlandii. Po nagłośnieniu sprawy przez media władze w Tajlandii wstrzymały deportację i przekazali sprawę Alqunun do przedstawicieli Organizacji Narodów Zjednoczonych. 12 stycznia 2019 roku Alqunun otrzymała azyl w Kanadzie.

## Państwowy wymiar sprawiedliwości
Ustawa zasadnicza z 1992 roku wyszczególnia, że system sądowy jest niezależny, lecz sędziów wyznacza i odwołuje za pomocą dekretów król. Działanie to umożliwia kontrolę państwa nad elitą religijną. Zgodnie z prawem nikt nie sprawuje kontroli nad sędziami z wyjątkiem sytuacji, w której oni sami wykraczają poza prawo szariatu. Kobiety nie mogą występować przed sądem.
Arabia Saudyjska przestrzega część praw więźniów. W więzieniach nie występują problemy z dystrybucją żywności lub utrzymaniem czystości. Rodziny nie mogą odwiedzać skazanych. Dużym problemem jest znęcanie się nad więźniami politycznymi – strażnicy często biją skazanych lub ograniczają im ilość snu. W październiku 1997 roku Amnesty International zarzuciła władzom Arabii Saudyjskiej dopuszczanie się do stosowania tortur, karania przez amputację i stosowania kary śmierci. 1 maja 2001 roku przyznano większą ochronę prawną osobom podejrzewanym o popełnienie przestępstwa, a ich adwokaci mogli odtąd przedstawiać w sądach karnych dowody, wskazujące na niewinność oskarżonych. W maju 2006 roku wprowadzono nowy system sądownictwa w sferze prawa cywilnego, rodzinnego i handlowego. Zmiany umożliwiły obywatelom odwoływać się od decyzji sądu do sądu apelacyjnego.

### Komitet Krzewienia Cnót i Zapobiegania Złu
W Arabii Saudyjskiej działa Komitet Krzewienia Cnót i Zapobiegania Złu (znany też pod nazwą: Komitet Obrony Moralności i Tępienia Zła, nieoficjalnie nazywany muttawa). Komitet jest swego rodzaju policją religijną nadzorującą poprawność obyczajową w Arabii Saudyjskiej. Komitet cieszy się poparciem kręgów religijnych i niektórych członków rodziny królewskiej. Komitet może przeprowadzać kontrole w budynkach publicznych i prywatnych (liczba kontroli w czerwcu 2006 roku wyniosła 384 tys.).
W 2005 roku odnotowano kilkanaście pobić ludzi przez inspektorów Komitetu. W maju 2006 roku minister spraw wewnętrznych Najif ibn Abd al-Aziz Al Su’ud ograniczył uprawnienia Komitetu. Książę Najif zalecił gubernatorom prowincji zgłaszanie przestępstw sądom, a nie lokalnym oddziałom Komitetu.
W kwietniu 2016 roku Rada Ministrów znowelizowała przepisy dotyczące działalności Komitetu Krzewienia Cnót i Zapobiegania Złu. W wyniku zmian organizacja nie może prosić o identyfikację, ścigać, aresztować i zatrzymywać osób podejrzanych o popełnienie przestępstwa – obowiązki Komitetu ograniczono do zgłaszania władzom podejrzanej działalności i pomocy w egzekwowaniu ścisłej segregacji płci, zakazu sprzedaży i konsumpcji alkoholu i innych ograniczeń społecznych. Dotychczasowe obowiązki Komitetu przejęła policja i oddzielny oddział walczący z narkotykami.

### Kara śmierci
| Rok  | Liczba egzekucji | Źródło        |
| ---- | ---------------- | ------------- |
| 1999 | 103              | [ 45 ]        |
| 2000 | 123              | [ 46 ]        |
| 2001 | 79               | [ 47 ]        |
| 2002 | 48               | [ 48 ]        |
| 2003 | 53               | [ 49 ]        |
| 2004 | 36               | [ 49 ]        |
| 2005 | 86               | [ 50 ]        |
| 2006 | 39               | [ 51 ]        |
| 2007 | 143 lub 158      | [ 50 ] [ 51 ] |
| 2008 | 102              | [ 50 ]        |
| 2009 | 69               | [ 50 ]        |
| 2010 | 27               | [ 50 ]        |
| 2011 | 82               | [ 50 ]        |
| 2012 | 79               | [ 50 ]        |
| 2013 | 79               | [ 50 ]        |
| 2014 | 90               | [ 50 ]        |
| 2015 | 158              | [ 50 ]        |
| 2016 | 154              | [ 50 ]        |
| 2017 | 146              | [ 50 ]        |
| 2018 | 149              | [ 50 ]        |
| 2019 | 184              | [ 50 ]        |
| 2020 | 27               | [ 50 ]        |
| 2021 | 65               | [ 50 ]        |
| 2022 | 196              | [ 50 ]        |
| 2023 | 172              | [ 50 ]        |

W Arabii Saudyjskiej wykonuje się karę śmierci najczęściej przez ścięcie głowy. Kara śmierci grozi m.in. za morderstwo, gwałt, apostazję, rozbój, czary, cudzołóstwo i przestępstwa narkotykowe. Według rankingu Amnesty International w 2019 roku na karę śmierci skazano 184 osoby – 178 mężczyzn i sześć kobiet. Tym samym Arabia Saudyjska zajęła trzecie miejsce w rankingu państw, w których dokonano najwięcej wyroków kar śmierci. Rok wcześniej Amnesty International poinformowała, że 99% egzekucji na Bliskim Wschodzie przeprowadzono w czterech państwach – w Iraku, w Iranie, w Arabii Saudyjskiej i w Jemenie. Pomimo międzynarodowych zakazów Arabia Saudyjska wykonuje karę śmierci na osobach niepełnoletnich. W stolicy egzekucje przeprowadza się na placu Ad-Dira w centrum miasta, nazywanym też „Chop-Chop Square” („Plac Siekania”).
W latach 1985–2013 przeprowadzono ponad 2000 egzekucji.
W listopadzie 2015 Amnesty International poinformowała, że Arabia Saudyjska planuje przeprowadzenie masowych egzekucji. Różne źródła wskazywały, że liczba osób do stracenia mogła wynosić 55 lub 52. W styczniu 2016 w Arabii Saudyjskiej dokonano egzekucji 47 osób oskarżonych o działalność terrorystyczną. Wśród straconych znaleźli się między innymi szyicki duchowny Nimr an-Nimr. Egzekucje z 2 stycznia 2016 potępiła Unia Europejska i Stany Zjednoczone. ONZ wyraził „głębokie zaniepokojenie”. Egzekucje an-Nimra potępił Iran, który ostrzegł Arabię Saudyjską, że egzekucja an-Nimra będzie „drogo kosztowała”. W wyniku egzekucji wybuchły w Iranie zamieszki, podczas których doszło do podpalenia ambasady Arabii Saudyjskiej w Teheranie.

## Wolność słowa i prasy
Bardzo poważna sytuacja
     Trudna sytuacja
     Zauważalne problemy
     Satysfakcjonująca sytuacja
     Dobra sytuacja
     Niesklasyfikowana / Brak danych

Wskaźnik wolności prasy według organizacji „Reporterzy bez granic” w 2014 roku
Bardzo poważna sytuacja
Trudna sytuacja
Zauważalne problemy
Satysfakcjonująca sytuacja
Dobra sytuacja
Niesklasyfikowana / Brak danych

W Arabii Saudyjskiej istnieje bardzo surowa cenzura. W rankingu wolności słowa przeprowadzonym przez organizację pozarządową Reporterzy bez Granic Arabia Saudyjska zajęła w 2020 roku 170. miejsce. Zabroniona jest krytyka prawa ws. kobiet, krytyka władzy, wyrażanie opinii sprzecznych z prawem szariatu lub godzące w bezpieczeństwo Arabii Saudyjskiej oraz promujące interesy obcych państw. Komitet Obrony Dziennikarzy (ang. Committee to Protect Journalists) zaliczył Erytreę, Koreę Północną i Arabię Saudyjską do państw, w których istnieje największa cenzura. W związku z arabską wiosną wprowadzono w 2011 roku dodatkowe ograniczenia w wolności słowa. Arabia Saudyjska od 2014 roku łamie wolność słowa w imię walki z terroryzmem.
Ograniczenia medialne obowiązują każdego mieszkańca w Arabii Saudyjskiej. W 2015 roku król Salman bin Abd al Aziz al-Saud zakazał księciu Mahmudowi ibn Abd ar-Rahman al-Saudowi z rodziny królewskiej pojawiania się w telewizji po jego rasistowskich uwagach. Oprócz tego książę ma zakaz udzielania wypowiedzi mediom radiowym i drukowanym. Zakaz jest rezultatem wcześniejszej wypowiedzi księcia dla sportowej stacji telewizyjnej, gdzie określił komentatora obraźliwym mianem oznaczającym dziecko porzucone w trakcie pielgrzymki w Arabii Saudyjskiej.
Kontrolowane media są wykorzystywanie do dyskredytowania opozycji. W latach 90. oficjalna prasa wychwalała umiarkowanie religijne, atakując jednocześnie fundamentalistów religijnych. W 2001 roku powołano Saudyjskie Stowarzyszenie Dziennikarzy. W marcu 2004 roku Rada Konsultacyjna przyznała większą możliwość swobody wypowiedzi.
Zgodnie z 39. artykułem ustawy zasadniczej z 1 marca 1992 roku, media muszą wypowiadać się w sposób uprzejmy, z poszanowaniem regulacji prawnych państwa i będą przyczyniać się do edukacji narodu i wzmocnienia jego jedności. Działania zachęcające do buntu, podziałów lub zagrażające bezpieczeństwu państwa, prawom i godności człowieka są zakazane. W przypadku opublikowania materiału szkodzącego rodzinie królewskiej lub klerowi Ministerstwo Informacji przekazuje złą wiadomość Ministerstwo Spraw Wewnętrznych (MSW). Ukarany i zwolniony przez MSW dziennikarz zazwyczaj nie ma powodu, by obawiać się o swoje życie. Po pewnym czasie może wrócić do pracy w mediach. Popularnym zwyczajem wśród saudyjskich dziennikarzy, chcących zająć stanowisko w jakiejś kwestii społecznej, jest pisanie wiersza, uznając prozę za zbyt bezpośredni sposób przedstawiania swojego zdania. 10 marca 2002 roku w dzienniku Al Madina opublikowano wiersz Skorumpowani na ziemi autorstwa Musalama. Wiersz atakujący skorumpowany aparat państwowy i ogromny wpływ prawa religijnego na życie obywateli wywołał skandal. 18 marca zwolniono redaktora naczelnego dziennika Al Madina, Muhammada al-Fatę. MSW przesłuchiwało Musalama co do motywu swojego czynu i źródeł informacji, z których korzystał. Podczas przesłuchania policjanci nie znęcali się nad poetą. Relację z pożaru w szkole dla dziewcząt w Mekce musiały relacjonować dziennikarki, gdyż według prawa mężczyźni nie mogli wejść do budynku zarezerwowanego dla płci żeńskiej.

### Prasa
W Arabii Saudyjskiej działa kilkanaście dzienników. Wszystkie należą do prywatnych właścicieli, ale są kontrolowane przez osoby związane z rodziną królewską. Saudyjska prasa przestrzega autocenzury, unikając tym samym krytyki szariatu czy rodziny królewskiej. Czasopisma zagraniczne są dopuszczane po urzędniczej kontroli. 39. artykuł ustawy zasadniczej, poświęcona środkom przekazu, nie gwarantuje wolności prasy. W rankingu „Freedom of the Press” zorganizowanym przez organizację Freedom House, Arabię Saudyjską zaliczono do państw, w których nie istnieje wolna prasa. W 2003 roku weszła w życie ustawa ograniczająca działanie saudyjskiej prasy. W wyniku „arabskiej wiosny”, znowelizowano ustawę, wprowadzającą zakaz działalności i grzywny dla dziennikarzy głoszących informacje niezgodne z szariatem. Kara grzywny może wynosić do 500 tys. riali. Prasa zazwyczaj nie informuje o protestach szyitów, chyba że otrzyma oficjalne oświadczenie od Ministerstwa Informacji.

### Telewizja
W Arabii Saudyjskiej istnieją zarówno państwowa, jak i prywatna telewizja. Krytyka władzy w telewizji jest zakazana. Anteny satelitarne są zakazane w Arabii Saudyjskiej. Zakaz ten nie jest zazwyczaj przestrzegany przez Saudyjczyków. W lipcu 2015 roku zdjęto z telewizji talk-show, w którym doszło do znieważenie króla. Muhsena al-Awaji’a oraz Abdullaha al-Mudaifera oskarżono o znieważenie saudyjskiego króla Abdullaha, który zmarł w styczniu 2015 roku. W trakcie programu prowadzący wielokrotnie krytykowali zmarłego monarchę. W Arabii Saudyjskiej przeprowadzane są emisje egzekucji osób skazanych na karę śmierci.
Przez długi czas saudyjskie stacje telewizyjne nie zatrudniały kobiet. Założona w 2004 roku stacja telewizyjna al-Ichbarijja wyłamała się z tej praktyki, zatrudniając pierwszą prezenterkę wiadomości. Stacja al-Ichbarijja wywołała w 2014 roku skandal, w którym prezenterka odczytała wiadomości bez nakrycia głowy. Rzecznik stacji przeprosił za incydent, broniąc się, że materiał nagrano w Wielkiej Brytanii. Według niektórych „incydent” był testem, mającym sprawdzić, jak Saudyjczycy zareagują na swobodniej ubrane prezenterki. Saudyjskie konserwatywne media skrytykowały państwową Korporację Radia i Telewizji za „szerzenie zgorszenia”. W celu zapobiegnięciu podobnym incydentom, na początku 2015 roku uchwalono regulacje określające obowiązkowy ubiór prezenterek telewizyjnych.

### Internet
W 1999 roku Arabia Saudyjska zezwoliła na szeroki dostęp do Internetu. Arabia Saudyjska systematycznie kontroluje Internet, zatrzymując osoby krytykujące w nim władzę oraz cenzurując treści niezgodne z islamem. Cenzurowanie Internetu tłumaczone jest ochroną islamu, moralności cnót religijnych. Karane niekiedy są osoby, które chwalą politykę przywódców państw, do których Arabia Saudyjska jest wrogo nastawiona. Zablokowane są m.in. strony hazardowe i pornograficzne. W Arabii Saudyjskiej dochodzi do blokad portali społecznościowych (w 2010 roku zablokowano na kilka godzin Facebooka).
Internetowe platformy dyskusyjne stały się popularne po 2003 roku. Internet jest wykorzystywany głównie przez młodych Saudyjczyków, którzy za pomocą komunikatorów internetowych rozmawiają między sobą. Część osób wykorzystuje Internet do krytykowania polityki rządu lub komentują wydarzenia polityczne, społeczne i ekonomiczne w Arabii Saudyjskiej. Powstałe fora dyskusyjne gromadzą liberałów, zwolenników rządu, fundamentalistów, dżihadystów i nacjonalistów.
Od 2011 roku blogerzy i redaktorzy gazet online muszą uzyskać specjalne zezwolenie na prowadzenie tego typu działalności od Ministerstwa Spraw Wewnętrznych. W kwietniu 2014 roku Arabia Saudyjska ogłosiła, że na terenie państwa będzie monitorowanie i filtrowanie treści w internecie. W marcu 2015 roku rząd Arabii Saudyjskiej dodał znieważenie do ustawy przeciw cyberprzestępczości. Według Prawa Przeciw Cyberprzestępczości osobie popełniającej je grozi do 5 lat więzienia i grzywna do 3 mld riali saudyjskich.

### Raif Badawi

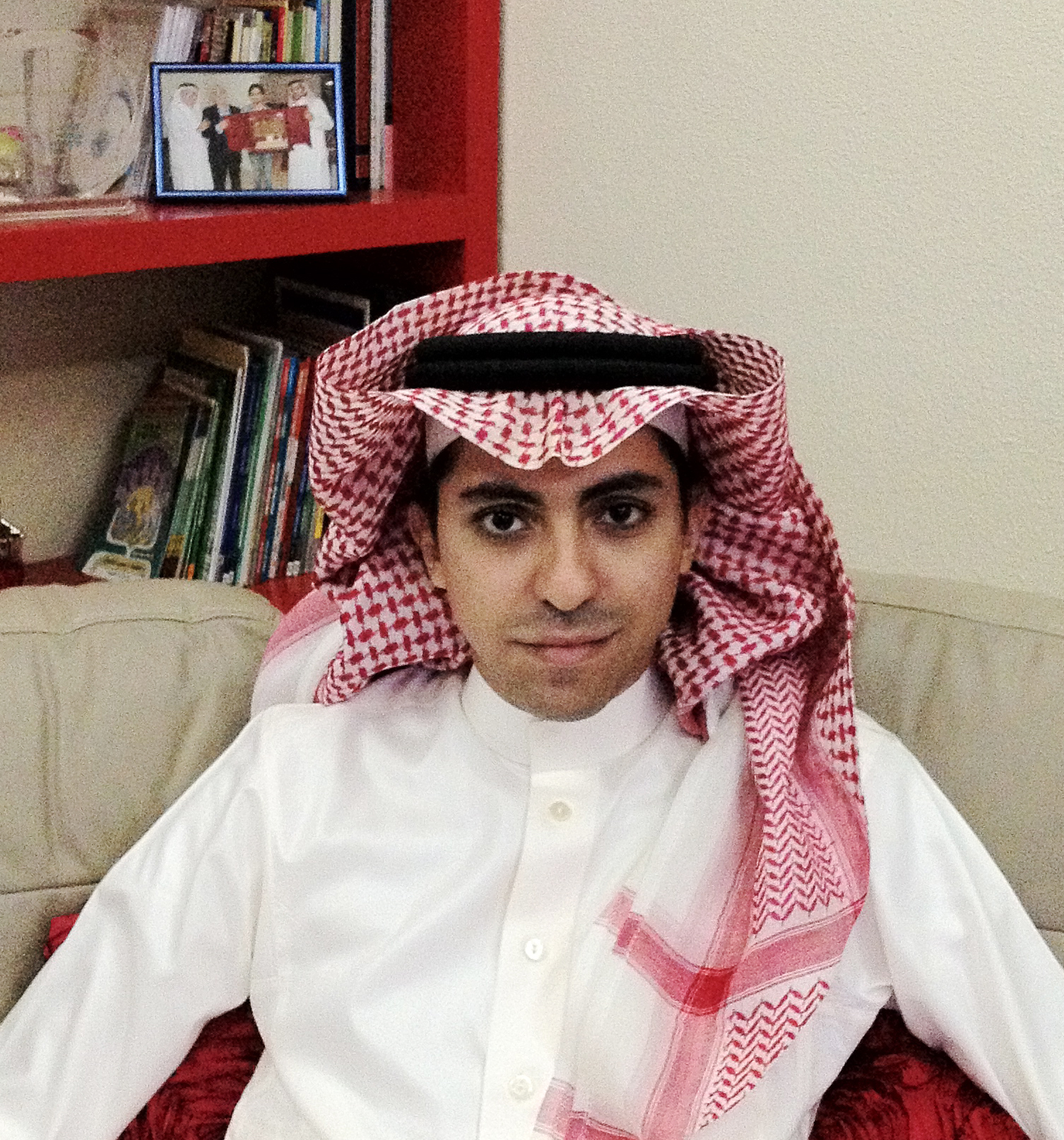
Raif Badawi

Głośnym przypadkiem łamania wolności słowa stało się skazanie na karę 10 lat więzienia i 1000 batów blogera i pisarza Raifa Badawiego. Raif Badawi stworzył portal internetowy Free Saudi Liberals, w którym można było wymieniać poglądy polityczne i religijne. Oskarżono go o obrazę islamu i groziła mu kara śmierci. W 2013 roku uznano go za winnego i skazano na siedem lat więzienia i 600 batów. Rok później wyrok przedłużono do 10 lat pozbawienia wolności i 1000 batów. 9 stycznia 2015 roku wymierzono mu pierwsze 50 batów w obecności setek ludzi. Wykonanie dalszego wyroku wstrzymano po krytyce ze strony organizacji międzynarodowych oraz w wyniku pogorszenia zdrowia Raifa Badawiego. Na skutek otrzymywanych pogróżek jego rodzina zdecydowała się uciec do Kanady.

### Dżamal Chaszukdżi

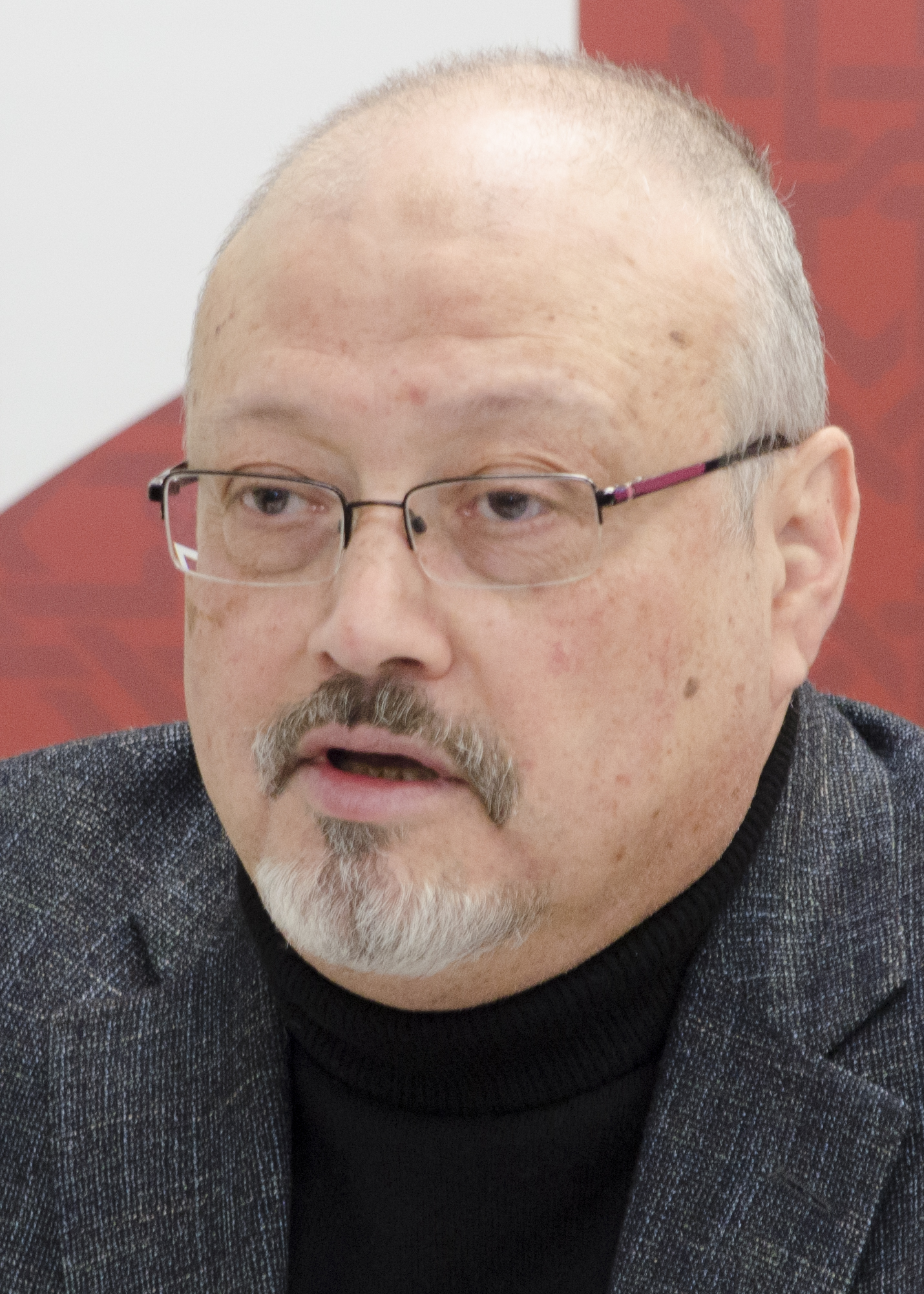
Dżamal Chaszukdżi

2 października 2018 roku w konsulacie Arabii Saudyjskiej w Stambule zamordowano saudyjskiego dziennikarza, komentatora społecznego i felietonistę The Washington Post Dżamal Chaszukdżiego. Chaszukdżi na łamach The Washington Post krytykował saudyjskiego następcę tronu Muhammada ibn Salmana. Według doniesień medialnych, turecka policja dysponuje dowodami, że dziennikarza zabiło kilkunastu saudyjskich agentów. Śmierć Chaszukdżiego pogorszyła relację pomiędzy Arabią Saudyjską a Turcją i Stanami Zjednoczonymi oraz wywołała protesty w wielu krajach. Po początkowym odrzucaniu oskarżeń o zamordowanie Chaszukdżiego 20 października 2018 roku władze Arabii Saudyjskiej przyznały, że dziennikarza zabito w stambulskim konsulacie i w związku z tym aresztowano osiemnastu obywateli Arabii Saudyjskiej. W oświadczeniu poinformowano, że między Chaszukdżim a spotkanymi przez niego osobami doszło do bójki, która zakończyła się śmiercią dziennikarza. 24 października Muhammad ibn Salman zobowiązał się ukarać innych śmierci dziennikarza. 16 listopada 2018 roku The Washington Post poinformował, że po przeanalizowaniu materiału dowodowego CIA uznała, że za śmiercią Chaszukdżiego stał Muhammad ibn Salman, który bezpośrednio zlecił zabójstwo.
1 grudnia 2018 roku na wniosek prokuratury generalnej w Stambule nakazało aresztowanie osiemnastu podejrzanych (w tym piętnastu członków saudyjskiej grupy uderzeniowej), którzy brali udział w zabójstwie Chaszukdżiego. Turcja domaga się ekstradycji podejrzanych z Arabii Saudyjskiej, aby postawić ich przed sądem w Turcji. 10 grudnia 2018 roku Arabia Saudyjska odrzuciła ekstradycję swoich obywateli. Proces morderców dziennikarza rozpoczął się 3 stycznia 2019 roku.
Według analityka ds. bezpieczeństwa w The Washington Post Dawida Ignatiusa, Izrael sprzedał Arabii Saudyjskiej oprogramowanie szpiegowskie Pegasus. Program miał być używany do przechwytywania połączeń i wiadomości z telefonu komórkowego Chaszukdżiego. Według doniesień Pegasus przechwycił wiadomości tekstowe między dziennikarzem a saudyjskim przyjacielem mieszkającym w Kanadzie, gdzie pisali o utworzeniu sieci przeciwników reżimu saudyjskiego.

## Mniejszości religijne i etniczne

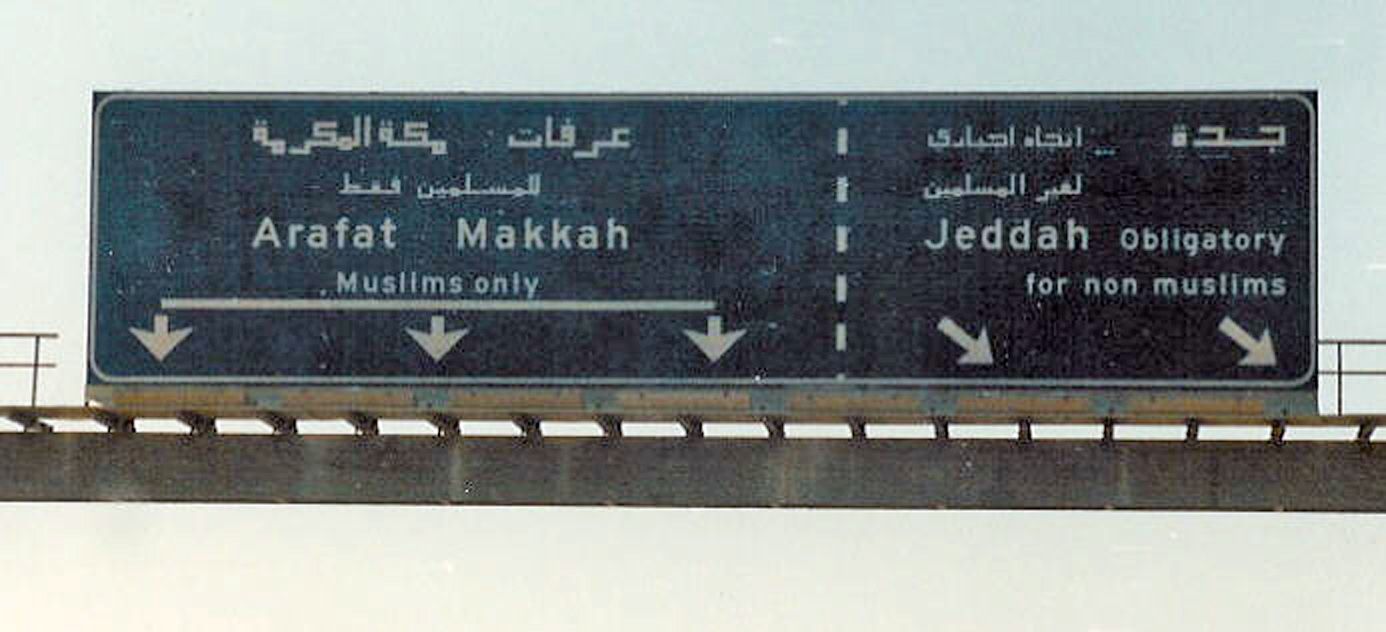
Tablica drogowa z wyznaczonymi drogami dla wyznawców islamu i dla innowierców

Zdecydowana większość mieszkańców Arabii Saudyjskiej wyznaje islam. Ustawa zasadnicza nie zapewnia wolności religijnej. Mekka i Medyna są miastami dostępnymi tylko dla wyznawców mahometanizmu. Innowiercy mają także zakaz wchodzenia do meczetów. Oficjalnie Arabia Saudyjska zezwala na praktykowanie swojej wiary w prywatnych pomieszczeniach, jednak często zdarza się, że policja religijna przeprowadza naloty na domy cudzoziemców. W szkołach uczniowie uczą się nienawiści do ateistów i niemuzułmanów. Do 2002 roku uczniowie szkół podstawowych uczyli się na pamięć Monoteizmu, książki zawierającej liczne fragmenty antyżydowskie i antychrześcijańskie.
W Arabii Saudyjskiej obowiązuje zakaz posiadania alkoholu, pornografii, publikacji i dewocjonaliów innych niż islamskie, wieprzowiny, koniny i jej przetworów. Zakazane są także publiczne tańce, muzyka, filmy (prawo nie obowiązuje w imprezach zamkniętych). Prawo to obowiązuje zarówno obywateli, jak i pracujących cudzoziemców, turystów, członków delegacji oficjalnych i dyplomatów. W przypadku turystów zakazane artykuły konfiskuje urząd celny, zaś ich właściciel karany jest grzywną. Przestępstwa przeciwko islamowi karze się chłostą, obcinaniem kończyn (rzadko) lub egzekucją. Obywatele Arabii Saudyjskiej mogą trafić do więzienia za posiadanie alkoholu. W 2014 roku sąd w Arabii Saudyjskiej skazał Brytyjczyka Karola Andree na karę chłosty za posiadanie wina. W wyniku działań Wielkiej Brytanii zawieszono wykonanie wyroku. Homoseksualizm traktuje się jako przestępstwo. Obywatele saudyjscy muszą uzyskać specjalną zgodę na małżeństwo z cudzoziemką.
Po zamachu z 11 września 2001 roku król Abd Allah ibn Abd al-Aziz Al Su’ud podjął starania mające na celu poprawę wizerunku Arabii Saudyjskiej na świecie. W 2008 roku sfinansował konferencję w Mekce, na której uczeni muzułmańscy rozmawiali na temat możliwości i przyszłości dialogu międzyreligijnego. Część ulemów potępiła wydarzenie. Działania króla zniweczyła postawa uczonych saudyjskich, krytykujący otwarcie religijne na judaizm i chrześcijaństwo oraz działalność szyitów, określanych mianem bluźnierców i heretyków.

### Sytuacja chrześcijan
Arabia Saudyjska pozostaje jedynym krajem na świecie bez chrześcijańskiego kościoła, choć mieszka tam ponad milion chrześcijan. Największą grupę chrześcijan stanowią emigranci z Filipin. Kara śmierci grozi osobom, które dokonały aktu apostazji lub skrytykowały wiarę islamską. W Światowym Indeksie Prześladowań 2020 stworzonym przez organizację Open Doors Arabia Saudyjska zajęła 14. miejsce. W rankingach chrześcijańskiej organizacji non-profit Open Doors z lat 1993–2014 Arabia Saudyjska znajdowała się w gronie 10 państw, w których dochodzi do największego prześladowania chrześcijan. Chrześcijanom w Arabii Saudyjskiej grożą tortury, dyskryminacja, naruszanie prywatności oraz śmierć. O wiele częściej prześladuje się chrześcijan, którzy wcześniej wyznawali wiarę islamską niż imigrantów i obcokrajowców wyznających tę religię. Niekiedy zdarza się, że imigrantów zarobkowych zmusza się do przyjęcia mahometanizmu. Obcokrajowcom głoszącym wiarę chrześcijańską grozi deportacja z Arabii Saudyjskiej. Wszystkie nabożeństwa chrześcijańskie odbywają się w domach, zaś budowa kościołów jest zakazana. W Arabii Saudyjskiej obowiązuje zakaz posiadania Biblii, krzyżyków zawieszanych na szyję oraz innych przedmiotów świadczących o przynależności religijnej właściciela. Znalezione podczas kontroli celnej egzemplarze Biblii niszczy się.
Pod koniec lat 90. muttawa rozpoczęła zorganizowaną walkę ze sprzedażą towarów na Walentynki. W grudniu 2000 roku zatrzymano filipińskiego handlowca Ernestro Mirandy, który wynajął piętro swego domu na nabożeństwa chrześcijańskie. Według International Christnian Concern, Miranda był wielokrotnie bity do tego stopnia, że zgodził się przejść na islam. 10 maja 2002 roku muttawa zatrzymała dziesięciu etiopskich i erytrejskich chrześcijan, udających się na mszę, odbywającą się w prywatnym budynku. Podczas kazania do domu wtargnęło siedmiu policjantów. Zatrzymanych przesłuchano i deportowano.

### Sytuacja szyitów

Prowincja Wschodnia w Arabii Saudyjskiej – tutaj mieszka większość szyitów

Około 10–15% mieszkańców Arabii Saudyjskiej wyznaje islam szyicki. Szyici zamieszkują głównie południowo-wschodnią część kraju, w której znajdują się złoża ropy naftowej. Wyznawców szyizmu dyskryminuje się oraz są celem ataków w Internecie. Przed uzyskaniem przez Arabię Saudyjską niepodległości szyici swobodnie wyznawali swoją wiarę pomimo zdecydowanej przewagi sunnitów. Po 1913 roku nasiliła się nienawiść sunnitów do szyitów. Po uzyskaniu niepodległości w 1932 roku sunnici zaczęli unikać kontaktów handlowych z szyitami, doprowadzając do rozwarstwienia gospodarczego. Wkrótce szyitom zakazano budowy meczetów, publicznego modlenia się, publikacji tekstów oraz świętowania Aszury.
Kolejne pogorszenie sytuacji szyitów miało miejsce w latach 80., po rewolucji irańskiej z 1978 roku, po powstaniu ultrawahhabickim z 1979 roku i po zamieszkach podczas pielgrzymki do Mekki, inspirowanych przez Iran. W latach 80. zakazano posiadania religijnej literatury szyickiej. W 1989 roku w wyniku tortur zmarła Zahra al-Nasir. Zatrzymano ją na granicy jordańskiej za posiadanie szyickiego modlitewnika i zdjęcia Ruhollana Chomejniego. Szyitów wyklucza się z obsadzania niektórych stanowisk publicznych. Do końca latach 70. obowiązywał zakaz obchodzenia święta aszura, upamiętniająca męczeńską śmierć Husajna ibn Alego. Pomimo łamania praw szyitów, oficjalnie od 1993 roku szyici są chronieni przez prawo.
Aktywizacja społeczności szyickiej rozpoczęła się w latach 70. Wówczas powstał nieoficjalny Szyicki Ruch na rzecz Reform (SRM). Pod wpływem rewolucji islamskiej w Iranie, szyici rozpoczęli domagać się zniesienia dotychczasowego porządku. Władze Arabii Saudyjskiej stłumiły wystąpienia. Pod koniec lat 80. szyici odeszli od postawy konfrontacyjnej na rzecz prób dialogu.
W 1993 roku król Fahd ibn Abd al-Aziz Al Su’ud zaprosił przedstawicieli mniejszości do rozmów, w wyniku czego król obiecał zwolnić więźniów politycznych oraz zadeklarował, że zezwoli uchodźcom wrócić do Arabii Saudyjskiej. Obietnice te zostały zrealizowane w niewielkim stopniu. W 2003 roku 400 szyickich uczonych religijnych, naukowców i fachowców i pisarzy podpisało się pod petycją Partnerzy w narodzie. Petycja wzywała rząd Arabii Saudyjskiej do uznania szyitów. Sygnatariusze deklarowali lojalność władzom i podkreślali znaczenie jedności narodowej. W roku 2007 sunniccy hakerzy włamali się na stronę Al-Saffara i umieścili tam deklarację o zwalczaniu szyityzmu.
W 2011 roku rozpoczęła się nowa fala prześladowań szyitów. Pod wpływem arabskiej wiosny większość saudyjskich szyitów zbuntowała się przeciwko sunnickim władcom. Podczas arabskiej wiosny centrum protestów przeciwko monarchii było miasto Quatif zamieszkane przez szyitów. W 2012 roku aresztowano szyickiego szejka Nimr an-Nimra. Podczas policyjnego pościgu dostał cztery kule w nogę. Zatrzymanie szyickiego duchownego doprowadziło do wybuchu kolejnych manifestacji.
W wyniku wprowadzenia listy imion, których nie można dawać dzieciom, w marcu 2014 roku, zakazano imion Abdul Nabi i Abdul Hussajn, popularnych wśród dyskryminowanych w Arabii Saudyjskiej szyitów.

### Sytuacja Żydów
Arabia Saudyjska ma napięte stosunki z Izraelem. Judaizm jest zakazany, zaś Żydów obowiązują także ograniczenia religijne nałożone przez islamskie władze. W Arabii Saudyjskiej prawdopodobnie nie ma żadnego wyznawcy judaizmu. Dodatkowo na Żydów zrzuca się odpowiedzialność za problemy na Bliskim Wschodzie. W drugiej połowie 2002 roku doktor Uniwersytetu Króla Fajsala w Dammamie Ahmad al-Dżalahma opublikował artykuł wyjaśniający, że z okazji święta Purim Żydzi zabijają młodych nie-Żydów, by z ich krwi produkować rytualne ciasteczka. W grudniu 2015 roku szejk Muhammad al-Munadżid stwierdził, że Żydzi są największymi wrogami Arabii Saudyjskiej. W tym samym czasie wielki mufti Arabii Saudyjskiej Abd al Aziz asz-Szajch stwierdził, że dżihadyści działający w Państwie Islamskim są w rzeczywistości żołnierzami Izraela. Rząd Arabii Saudyjskiej regularnie wzywa opinię międzynarodową w celu „powstrzymania judaizacji w Izraelu”. Pieczątka izraelska w paszporcie może uniemożliwić uzyskanie wizy lub przekroczenie granicy dla turystów chcących odwiedzić Arabię Saudyjską, zaś obywatele Izraela nie mogą odwiedzić Arabii Saudyjskiej. Pomimo niechęci do Izraela i judaizmu, w 2002 roku władze Arabii Saudyjskiej zabraniały organizowanie manifestacji antyżydowskich.

## Sytuacja kobiet

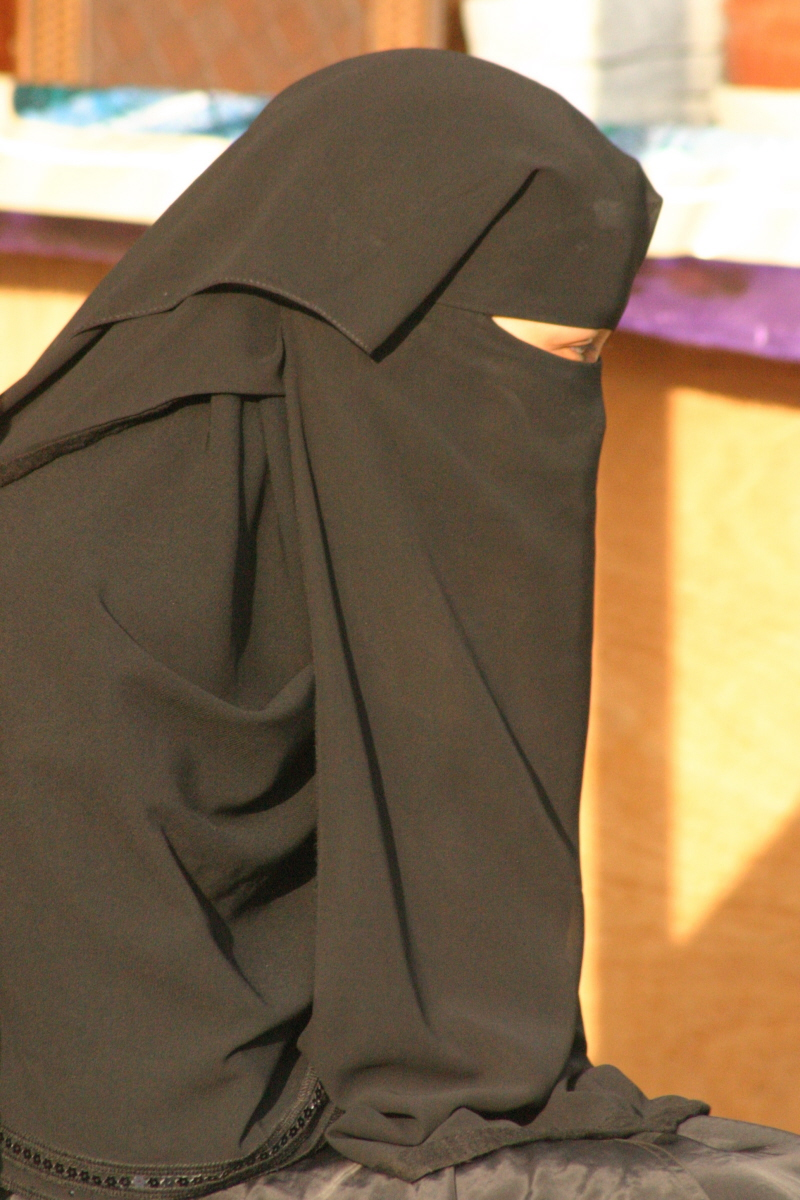
Młoda kobieta ubrana w nikab

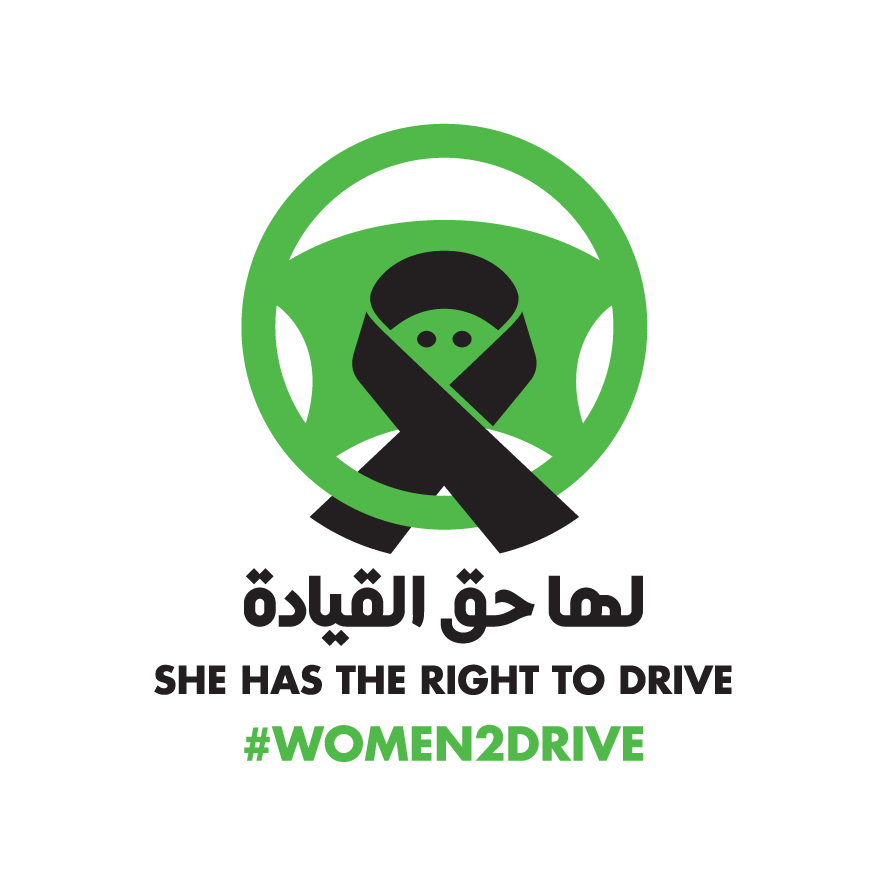
Logo saudyjskiego ruchu społecznego Women to drive, który walczy o zniesienie zakazu prowadzenia samochodu przez kobiety

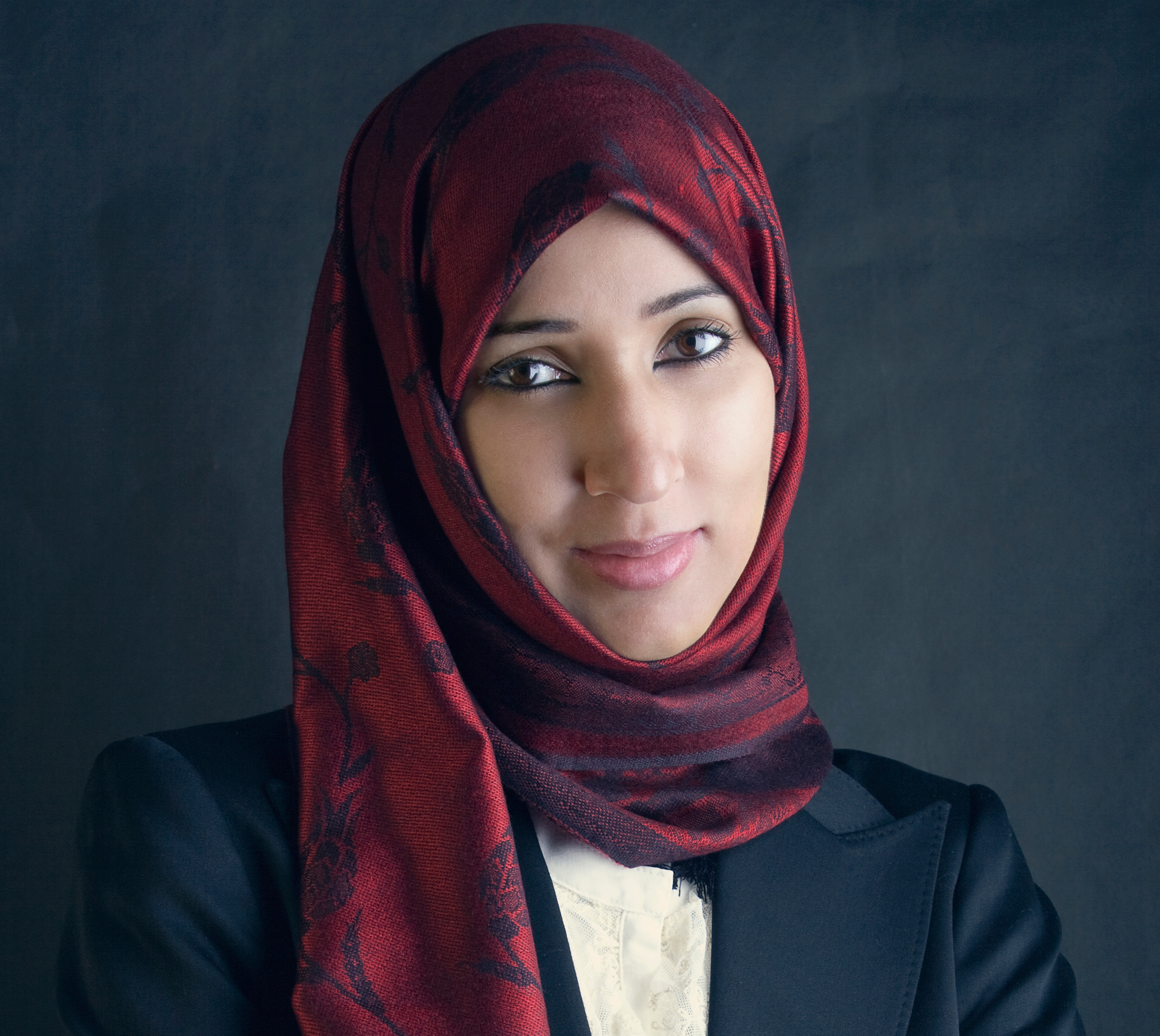
Saudyjska działaczka na rzecz równouprawnienia kobiet Manal asz-Szarif. W 2011 roku aresztowano ją za zorganizowanie akcji na rzecz praw kobiet do prowadzenia samochodów

Kobiety są dyskryminowane. Od dwunastego roku życia kobiety muszą był całkowicie zakryte oraz unikać miejsc, gdzie mogłyby spotkać mężczyznę. Aby kupić bilet samolotowy kobieta potrzebuje zgody od partnera. W restauracjach, parkach, szkołach, bankach i w innych instytucjach publicznych obowiązuje segregacja według płci. Zasady te nie obowiązują w kompleksach handlowych i w sklepach. Często się zdarza, że kobiety odbywające wyrok są wykorzystywane seksualnie. Obowiązujące prawo dopuszcza wielożeństwo. 10 listopada 1999 roku władze saudyjskie zapowiedziały wprowadzenie dowodów osobistych dla kobiet. Wcześniej kobiety wpisywano do dokumentów tożsamości męża lub ojca. Pierwsze dowody osobiste wydano w 2001 roku. W społeczeństwie saudyjskim żyją również kobiety uznające politykę fundamentalistyczną.
Wszystkie ograniczenia dla kobiet wynikają z obowiązującego prawa religijnego, powszechnego konserwatyzmu oraz tradycji plemiennej. W Arabii Saudyjskiej Komitet Krzewienia Cnót i Zapobiegania Złu oficjalnie chroni kobiety przed młodzieńcami, którzy podczas dojrzewania stają się nadpobudliwi. W rzeczywistości członkowie Komitetu nadużywają swoich praw, a głównym celem ataków jest zatrzymywanie kobiet łamiących prawo religijne. Aż do pożaru w szkole dla dziewcząt w Mekce z 11 marca 2002 roku, edukacją dziewcząt zajmowała się Prezydencja do spraw Edukacji Dziewcząt, a nie Ministerstwo Edukacji. Kobiety nie mogą występować przed sądem.
Arabia Saudyjska była ostatnim krajem na świecie, w którym kobiety nie mogły samodzielnie jeździć samochodem. 24 czerwca 2018 oficjalnie zostało zniesione to prawo. Zakaz wprowadził król Saud w 1957 roku. Pierwszy bunt przeciwko przepisowi miał miejsce 6 listopada 1990 roku, kiedy to grupa Saudyjek ostentacyjnie prowadziła samochody w Rijadzie. Nieznana jest dokładna liczba uczestniczek protestu. W źródłach padają liczby: 45, 47 i ok. 70. Protest trwał pół godziny. Prowadzące samochody aresztowano i przesłuchano. Zatrzymano także ich męskich opiekunów. Musieli oni złożyć obietnice, że kobiety pod ich opieką nigdy więcej nie siądą za kierownicę. Wkrótce po proteście w Arabii Saudyjskiej krążyła lista z nazwiskami kobiet, ich adresami i zaleceniem (adresowanym do tzw. dobrych muzułmanów), by zrobiły z kobietami to, „co uznają za słuszne”. Ponadto uczestniczki protestów zawieszono w pracy. Wpływ na protest miała I wojna w Zatoce Perskiej, która skłoniła część obywateli Arabii Saudyjskiej do wyrażenia swojego niezadowolenia z konserwatywnej i opresyjnej polityki. Protest ten był pierwszym w historii Arabii Saudyjskiej nieposłuszeństwem obywatelskim kobiet.
W latach 90. pojawił się ruch społeczny Women to drive domagający się zniesienia zakazu. W 2011 roku Manal asz-Szarif aresztowano za zorganizowanie akcji na rzecz praw kobiet do prowadzenia aut. 1 grudnia 2014 sąd Arabii Saudyjskiej skazał Ludżajn al-Hazlul i Majsę al-Mudi na karę dwóch miesięcy więzienia za prowadzenie samochodu. 26 września 2017 roku król Salman ibn Abd al-Aziz Al Su’ud podjął decyzję o zezwoleniu na prowadzenie przez kobiety samochodów. 4 czerwca 2018 roku Saudyjska Agencja Prasowa poinformowała, że zaczęto wymieniać międzynarodowe prawa jazdy uznane w państwie licencjami saudyjskimi. Zakaz prowadzenia samochodów przez kobiety przestał obowiązywać 24 czerwca 2018 roku.
11 marca 2002 roku wybuchł pożar w szkole dla dziewcząt w Mekce. Członkowie muttawy nie zezwolili na opuszczenie budynku uczennicom, gdyż te nie miały na sobie chust. Zabroniono strażakom prowadzenia akcji ratowniczej i gaszenia pożaru. W pożarze zginęło 15 dziewcząt, a 50 zostało poszkodowanych. W szkole łącznie uczyło się wówczas 835 uczennic i pracowało 55 nauczycielek. Za winnego tragedii uznano przewodniczącego Prezydencji do spraw Edukacji Dziewcząt Alego Ben Murszid al-Murszida, podczas gdy przedstawicieli Komitetu uniewinniono.
W lutym 2014 roku studentka zmarła na zawał serca po godzinach oczekiwania na pomoc medyczną. Władzę uniwersytetu nie pozwoliły ekipie ratunkowej uratować studentki, gdyż składała się wyłącznie z mężczyzn. Po dwóch godzinach od przybycia ekipy ratunkowej, ratownicy otrzymali zgodę na reanimację. W wyniku późno udzielonej pomocy, kobieta zmarła.
Trzecia sesja Forum Dialogu Narodowego (w czerwcu 2004 roku) była poświęcona sytuacji ekonomicznej kobiet w Arabii Saudyjskiej. Podczas sesji doszło do gwałtownej wymiany zdań pomiędzy konserwatystami a uczestnikami sesji opowiadającymi się za zwiększeniem praw kobiet. Tych drugich oskarżano o promowanie zachodniego stylu życia w celu zdestabilizowania społeczeństwa oraz o stworzenie zagrożenia dla muzułmańskiej pobożności i autentyczności. Dyskusja zakończyła się bez konkluzji. Niektóre uczestniczki kongresu uznały, że rozmowa została przywłaszczona przez tradycjonalistów i konserwatystów. Skłoniło je do wysłania listy do Abd Allaha (następcy tronu), który prywatnie spotkał się z kilkoma delegatkami.
W październiku 2015 roku saudyjski sąd skazał profesora i aktywistę na rzecz praw człowieka Abdela Karim al-Chadara na 10 lat więzienia i 20 lat zakazu opuszczania Arabii Saudyjskiej za walkę o przyznanie praw kobietom. Profesor od 2013 roku przebywał w areszcie. Abdel Karim al-Chadar założył Saudyjskie Stowarzyszenie na rzecz Praw Politycznych i Obywatelskich. Wiele członków jego stowarzyszenia także odsiaduje wyroki.
Pomimo surowego prawa, kobiety stopniowo otrzymują nowe prawa. Od 2004 roku kobiety mogą prowadzić własną działalność gospodarczą. W 2013 roku ogłoszono przepisy chroniące kobiety przed przemocą domową. W listopadzie 2015 Arabia Saudyjska zniosła zakazy pracy dla kobiet w tzw. niebezpiecznych zawodach. O zmianę przepisów walczyła Międzynarodowa Organizacja Pracy, która wywarła presję na saudyjskim Ministerstwie Pracy. Pomimo zmian w regulacjach nadal istnieją zawody, w których kobiety nie mogą pracować.
Przez wiele lat Arabię Saudyjską krytykowano za brak ustawodawstwa chroniącego kobiety i krajowych pracowników przed nadużyciami. W 2008 roku ONZ wezwał Arabię Saudyjską do stworzenia tego typu ustawy. Kilka miesięcy po rozpoczęciu ogólnoświatowej kampanii charytatywnej na rzecz zwalczania przemocy wobec kobiet Arabia Saudyjska uchwaliła prawa zwalczające przemoc domową. Za popełnienie przemocy fizycznej i psychicznej grozi kara do roku pozbawienia wolności lub kara grzywny do 50 000 riali. Wcześniejsze prawo opierało się na szariacie, przez co dochodziło do nadużyć w przyznawaniu wyroków. Nowe prawo umożliwiło kobietom zgłaszanie przestępstw samodzielnie (wcześniej musiały stawić się ze swoim mężem w komisariacie).
12 grudnia 2015 kobiety po raz pierwszy mogły głosować w wyborach. W lokalach wyborczych kobiety i mężczyźni głosowali oddzielnie. Podczas kampanii wyborczej kobiety nie mogły bezpośrednio zwracać się do męskich wyborców. Do władz 284 rad municypalnych kandydowało 5937 mężczyzn i 978 kobiet. W wyborach wzięło udział ok. 131 tys. kobiet i ok. 1,35 mln mężczyzn. Ze względu na biurokrację oraz brak przygotowania transportu (zgodnie z saudyjskim prawem, kobiety nie mogą samodzielnie podróżować), dysproporcja pomiędzy kobietami a mężczyznami była duża. Pierwszą wybraną kobietą do rady miasta została Salma bint Hizab al-Utajbi, która objęło stanowisko w Madrakah. Salma bint Hizab al-Utajbi jest pierwszą kobietą w historii Arabii Saudyjskiej, która sprawowała urząd w radzie miasta. Łącznie 20 kobiet wygrało lokalne wybory.
20 lutego 2016 roku Saudyjski Urząd ds. Turystyki i Zabytków zatwierdził zarządzenie, które pozwala kobiecie spędzić samotnie noc w hotelu. Wcześniejsze prawo zezwalało Saudyjkom podróżować i zatrzymywać się w hotelach na całym świecie, tylko nie we własnym kraju. Wcześniej kobiety musiały uzyskać zgodę męskiego opiekuna, aby móc zatrzymać się w hotelu. Nowe przepisy skrytykowali muzułmańscy duchowni.
W 2018 roku zezwolono kobietom na oglądanie zawodów sportowych. 12 stycznia w mieście Dżudda wpuszczono Saudyjki na stadion sportowy, aby mogły obejrzeć mecz pomiędzy dwiema lokalnymi drużynami. Kobiety były oddzielone na trybunach od mężczyzn i mogły zająć miejsca tylko w „sekcji rodzinnej”. W styczniu 2019 roku w stolicy wystawiono pierwszą sztukę z mieszaną płciowo obsadzie.
28 maja 2025 roku „The Guardian” ujawnił, że w Arabii Saudyjskiej znajdują się domy opieki dla kobiet, będące de facto więzieniami, w których przetrzymywane są kobiety uważane za nieposłużne. Za nieposłużeństwo uważane są m.in. nieposłużeństwo wobec krewnych oraz seks pozamałżeński. Zdaniem władz saudyjskich, istniejące od lat 60. XX wieku domy opieki stanowią miejsca, które poprawiają sytuację Saudyjek oraz otwierają je na świat. Według relacji dziennika „The Guardian” więzieniach kilkakrotnie miało dojść do samobójstwa lub prób samobójczych osadzonych. Przetrzymywana kobieta może przebywać w więzieniu przez nieokreślony czas, do momentu bycia uznaną za zresocjalizowaną. W domach opieki dochodzi do bicia kobiet.

### Prawo do aborcji
W Arabii Saudyjskiej aborcja jest dozwolona tylko w przypadku zagrożenia życia kobiety lub w celu ochrony jej zdrowia fizycznego i psychicznego. Ciąża wynikająca z gwałtu lub kazirodztwa może być kwalifikowana w ramach ochrony zdrowia psychicznego kobiety. Podobne prawo obowiązuje w sąsiednich państwach (Kuwejt, Jordania, Katar, Bahrajn i Zjednoczone Emiraty Arabskie). Strona internetowa organizacji pozarządowej Women on Web, prowadzącej internetową poradnię ginekologiczną umożliwiającą farmakologiczne przerywanie ciąży kobietom żyjącym w państwach nie mających dostępu do bezpiecznych usług aborcyjnych, jest zablokowana. Sprzedaż pigułek aborcyjnych jest zabroniona.

## Sytuacja niepełnosprawnych
Arabia Saudyjska zazwyczaj przestrzega praw osób niepełnosprawnych. Saudyjskie Ministerstwo Spraw Społecznych sfinansowało zakup specjalnych samochodów za 858 mln riali saudyjskich dla prawie 6 tys. osób dotkniętych kalectwem. W celu przyznania dofinansowania, niepełnosprawni musieli złożyć specjalny dokument. Program sfinansowania aut trwał w latach 2007–2015. W 2014 roku saudyjskie Ministerstwo Pracy stworzyło regulacji zapewniające niepełnosprawnym takie same pensje i benefity, jak w pełni sprawni pracownicy w prywatnym sektorze. Zgodnie z przepisami, niepełnosprawny pracownik powinien posiadać certyfikat z Ministerstwa Spraw Społecznych lub Ministerstwa Pracy. Prawo zobowiązuje osoby niepełnosprawne do znalezienia pracy, którą mogą wykonywać pomimo ich niepełnosprawności, zaś pracodawców zobowiązuje się do zapewnienia przyjaznego środowiska pracy, które ułatwia wykonywanie wymaganych zadań.
Tematem tabu jest sytuacja niepełnosprawnych umysłowo. Za sprawą upowszechnienia Internetu Saudowie zaczęli rozmawiać na temat poniżania ludzi chorych umysłowo.

## Prawa LGBT
Arabia Saudyjska nie przestrzega praw homoseksualistów. Za stosunki homoseksualne grozi kara śmierci. Homoseksualiści są wykrywani przez religijną policję podczas specjalnych nalotów. Co jakiś czas wprowadza się nowe ograniczenia wobec homoseksualistów (ostatnie, na prośbę Ministerstwa Zdrowia, wprowadzono w 2013 roku). Temat osób homoseksualnych stanowi tabu. Wiedza Saudów na temat homoseksualizmu w państwie pochodzi głównie z dyskusji w Internecie.
W 2015 roku, po wybraniu na przewodniczącego Grupy Konsultatywnej przy Radzie Praw Człowieka Organizacji Narodów Zjednoczonych Arabia Saudyjska wezwała do usunięcia praw LGBT jako praw człowieka, argumentując, że jest to sprzeczne z szariatem.

## Prawa dziecka w Arabii Saudyjskiej

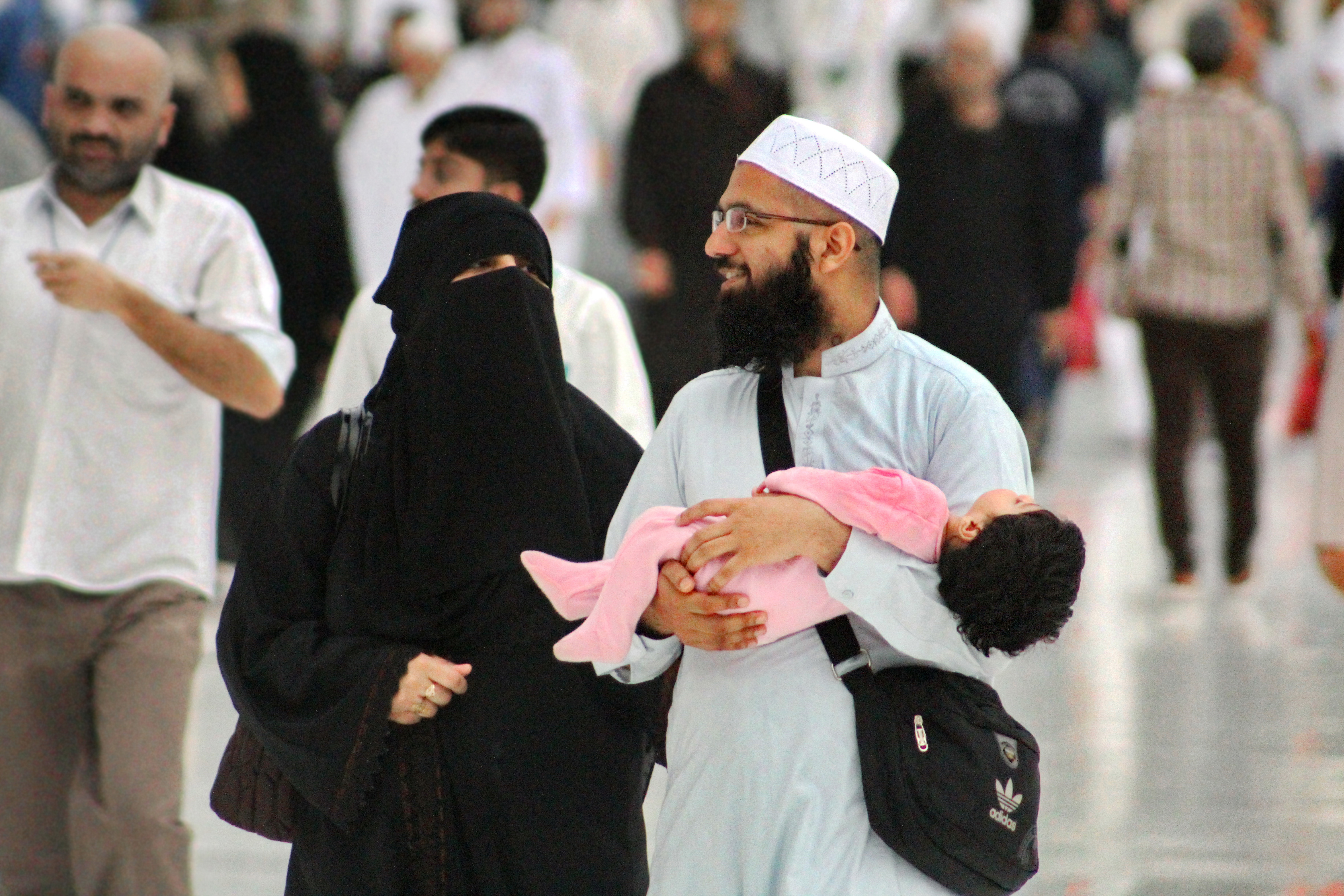
Islamska para z dzieckiem, Mekka

Arabia Saudyjska jest sygnatariuszem Konwencji Praw Dziecka, zakazującej m.in. stosowania kary śmierci wobec osób, które w momencie popełnienia przestępstwa były niepełnoletnie. Prawa dziecka są zazwyczaj przestrzegane, choć zdarzają się przypadki ich łamania.

## Prawa ekonomiczne i socjalne
Prawa ekonomiczne są zazwyczaj przestrzegane. Prawa ekonomiczne zawarto w ustawie zasadniczej z 1992 roku. Ustawa zasadnicza zapewnia nienaruszalność prywatnego majątku, zaś w przypadku konfiskaty majątku (na rzecz interesu publicznego) państwo ma obowiązek udzielić rekompensaty (art. 17 i 18). Sądownictwo gospodarcze opiera się na szariacie. Od czasu wejścia Arabii Saudyjskiej do Światowej Organizacji Handlu 11 grudnia 2005 roku, sądownictwo gospodarcze jest reformowane na wzór prawa międzynarodowego. Przepisy celne są skomplikowane i niedopracowane, zaś urzędnicy często popełniają błędy w rozliczeniach celnych. Od 2008 roku Arabia Saudyjska stosuje regulowanie cen na niektóre artykuły żywnościowe. Prywatne firmy przemysłowe otrzymują wsparcie od państwa. Ze względu na obowiązuje przepisy religijne, w Arabii Saudyjskiej nie mogą działać firmy produkujące napoje alkoholowe, produkty wieprzowe i wydające treści niezgodne z islamem. Dochody z ropy naftowej pozwalają na finansowanie stypendiów i dotowanie artykułów żywnościowych. Arabia Saudyjska posiada listę sektorów, w których nie mogą działać zagraniczne przedsiębiorstwa. W latach 2011–2015 wzrosła liczba kobiet pracujących w sektorze prywatnym (z ok. 700 tys. do 1500 tys.).
W raporcie Banku Światowego „Ease of Doing Business Index” Arabia Saudyjska zajęła w 82 miejsce w 2016 roku (wzrost o dwie pozycję w stosunku do 2015 roku). W raporcie nisko oceniono procedury związane z założeniem firmy (130 miejsce w 2016, spadek o sześć miejsc). Wysoko oceniono zaś przepisy podatkowe (3. miejsce na świecie).
Arabia Saudyjska finansuje opiekę społeczną oraz program mieszkaniowy. Dzięki wysokim nakładom na ochronę zdrowia i lecznictwo w latach 1980–1990 osiągnięto prawie pełny dostęp ludności do służby zdrowia. W 2011 roku zwiększono wydatki na cele socjalne. Wzrost wydatków na politykę socjalną związany był z protestami podczas arabskiej wiosny, które częściowo wynikały z problemów ekonomicznych. We wrześniu 2015 roku Arabia Saudyjska ogłosiła, że przyjęła 2,5 mln Syryjczyków, którzy uciekli przed wojną. Prawa pracownika są łamane.

## Prawa kulturalne
Prawa kulturalne opierają się na szariacie. Arabia Saudyjska zapewnia prawa kulturalne, jednocześnie ograniczając w pewnym stopniu prawo do edukacji, prawo do uczestnictwa w życiu kulturalnym, do korzystania z osiągnięć rozwoju cywilizacyjnego i do wolności sztuki. Ograniczenia dotykają głównie kobiety. Znanym przykładem łamania prawa do korzystania z osiągnięć rozwoju cywilizacyjnego jest zakaz prowadzenia samochodów przez kobiety. Arabia Saudyjska wspiera rozwój oświaty, finansując stypendia oraz budując nowe szkoły i uniwersytety. Cenzura w Arabii Saudyjskiej ogranicza działalności zespołów muzycznych. Członkowie black metalowego zespołu Al-Namrood muszą ukrywać swoją tożsamość i działać w podziemiu ze względu na głoszone treści anty-religijne w utworach.
W latach 70. w Arabii Saudyjskiej istniało kilka kin, jednak zostały one zamknięte. W 2017 roku rząd Arabii Saudyjskiej zapowiedział zniesienie zakazu w ramach reform gospodarczych i społecznych prowadzonych przez księcia Muhammada ibn Salmana. W 2018 roku zniesiono 35-letni zakaz istnienia kin (18 kwietnia w Rijadzie otworzono pierwsze kino). Według planów rządu do 2030 roku ma powstać około 350 kin z ponad 2500 ekranami.

### Edukacja
Arabia Saudyjska zapewnia prawo do bezpłatnej edukacji, jednak nauka nie jest obowiązkowa. Obowiązują sześcioletnie szkoły podstawowe (od 6 do 12 lat) oraz sześcioletnie szkoły średnie. W latach 90. zwiększono nakłady na rozwój i doskonalenie systemu szkolnictwa. W 1998 roku rozpoczęto komputeryzację szkół. Po pożarze w żeńskiej szkole średniej nr 31 w Mekce z 11 marca 2002 roku prasa saudyjska przedstawiła złe warunki nauki w szkołach. Po pożarze i opublikowaniu artykułów przeprowadzono kontrolę w niektórych szkołach. Do 2002 roku edukacją dziewcząt zajmowała się Prezydencja do spraw Edukacji Dziewcząt, a edukacją chłopców Ministerstwo Edukacji. W szkołach uczy się nienawiści do niemuzułmanów i ateistów.

### Ograniczenia w nadawaniu imion narodzonym dzieciom
W marcu 2014 roku Arabia Saudyjska wydała listę 51 imion, których nie można nadawać dzieciom. Imiona podzielono na trzy kategorię: pierwszej znalazły się imiona obrażająca islam, drugie są związane z rodziną królewską, a w trzeciej umieszczono imiona niemające arabskiego lub islamskiego pochodzenia. Departament spraw cywilnych ministerstwa usprawiedliwił swoją decyzję tym, że coraz więcej imion nadawanych w Arabii Saudyjskiej ma „bluźnierczy” wydźwięk. Niektóre imiona (jak np. Benjamin czy Abd an-Nasir) umieszczono na liście, choć nie przydzielono do nich kategorii. Uważa się, że zakazano tych imion, gdyż nosili je zagraniczni politycy nieprzychylni Arabii Saudyjskiej (np. Binjamin Netanjahu czy Gamal Abdel Naser). Zakazano także imion Abd an-Nabi czy Abd al-Husajn, popularnych wśród dyskryminowanych w Arabii Saudyjskiej szyitów.

## Prawo do prywatności
Arabia Saudyjska nie przestrzega praw do prywatności. Urzędnicy mają prawo przeglądać listy i paczki z poczty w celu znalezienia materiałów wywrotowych (w tym treści religijnych lub też materiałów pornograficznych). Rząd zatrudnia szpiegów, którzy mają za zadanie uczestniczyć w rozmowach prywatnych ludzi i donosić w przypadku głoszenia innych poglądów.

## Współpraca z organizacjami praw człowieka
W 2004 roku Arabia Saudyjska była jednym z nielicznych państw na świecie, które nie miały lokalnych organizacji związanych z prawami człowieka. Raporty międzynarodowych organizacji poświęcone prawom człowieka w Arabii Saudyjskiej upowszechniły się wraz z rosnącym naciskiem opinii międzynarodowej oraz większym otwarciem kanałów informacyjnych i komunikacyjnych w państwie. Nadużycia w Arabii Saudyjskiej monitorowały fora praw człowieka w ONZ, Human Rights Watch, Amnesty International oraz arabskie organizacje praw człowieka. Organizacje skupiały się głównie na sytuacji robotników imigrantów, prawach mniejszości i dzieci, handlu ludźmi (zwłaszcza kobietami) i więźniach politycznych.
W 2004 roku powstał Społeczny Komitet Praw Człowieka – pierwsza niezależna saudyjska organizacja walcząca o przestrzeganie praw człowieka w Arabii Saudyjskiej. Do Społecznego Komitetu Praw Człowieka należeli pisarze, dziennikarze, naukowcy i prawnicy.
Krótko przed powstaniem Społecznego Komitetu Praw Człowieka rząd saudyjski utworzył organizację Human Rights Comission (HRC). Według królewskiego dekretu HRC jest bezpośrednio związana z Radą Ministrów. Zadaniem HRC jest ochrona praw człowieka zgodnie z międzynarodowymi traktatami i postanowieniami. Premier bezpośrednio wyznacza przewodniczącego HRC. HRC składa się z dwudziestu czterech pracowników. Pracę HRC rozpoczęły się w 2007 roku.
Wraz z HRC powstało Narodowe Stowarzyszenie na rzecz Praw Człowieka (NSHR), która powstała w celu wprowadzenia międzynarodowych kart praw człowieka zgodnie z informacjami rządu. W skład NSHR wchodzi 41 członków. NSHR prowadzi stronę internetową, co roku publikuje raporty, wydaje pisma i przyjmuje skargi. NSHR stało się pośrednikiem pomiędzy władzami saudyjskimi a międzynarodowymi organizacjami praw człowieka. Przykładem działalności NSHR jest publikowanie informacji o saudyjskich więźniach osadzonych w Libanie, Iraku i Guantanamo. W publikowanych raportach NSHR nie publikuje nic na temat saudyjskich więźniów osadzonych za poglądy polityczne. Publikowane na oficjalnej stronie NSHR skargi są poświęcone głównie przemocy domowej wobec kobiet i łamaniu praw dzieci.

## Reakcje międzynarodowe na sytuację w Arabii Saudyjskiej
Organizację międzynarodowe (m.in. Amnesty International i Human Rights Watch) krytykują Arabię Saudyjską za przeprowadzanie kary śmierci, dyskryminację kobiet i nieprzestrzeganie wolności słowa. Pomimo systematycznego łamania praw człowieka, wiele państw zachodnich nie zaapelowało Arabii Saudyjskiej o przestrzeganie praw człowieka. Skazanie na więzienie i chłostę Raifa Badawiego oraz przeprowadzanie kary śmierci przyczyniło się do wybuchu kryzysu dyplomatycznego ze Szwecją, który doprowadził do zawieszenia współpracy militarnej.
W 2015 roku Arabię Saudyjską krytykowano za nieprzyjmowanie uchodźców z Bliskiego Wschodu podczas kryzysu migracyjnego w Europie. Arabia Saudyjska odrzuciła zarzuty twierdząc, że kilkaset tysięcy Syryjczyków otrzymało status rezydenta, mając tym samym dostęp do opieki medycznej, oświaty i rynku pracy. Ponadto Arabia Saudyjska zbudowała kliniki w jordańskim obozie dla uchodźców Zaatari oraz przekazała syryjskim rodzinom mieszkającym w Libanie i Syrii pieniądze na pokrycie podstawowych potrzeb.
W roku 2015 przedstawiciel Arabii Saudyjskiej został wybrany na przewodniczącego Grupy Konsultatywnej przy Radzie Praw Człowieka Organizacji Narodów Zjednoczonych. Organizacja pozarządowa UN Watch ujawniła, że Arabia Saudyjska zapewniła sobie tegoroczne przewodnictwo w Grupie Konsultatywnej, wpływowym 5-osobowym gremium w ONZ-owskiej Radzie Praw Człowieka. Szef UN Watch nazwał wybór Arabii Saudyjskiej „skandalem”.
2 stycznia 2016 roku przeprowadzono masową egzekucję 47 osób oskarżonych o działalność terrorystyczną w latach 2003–2006 oraz o przeprowadzenie protestów przeciwko monarchii. Wśród straconych znalazł się m.in. szejk Nimr an-Nimr, będący wpływowym szyickim duchownym. Egzekucje potępiły Europa oraz Stany Zjednoczone, zaś ONZ wyraził „głębokie zaniepokojenie”. Iran potępił Arabię Saudyjską, grożąc jej działaniami odwetowymi. W Teheranie Irańczycy manifestowali przeciwko Arabii Saudyjskiej. Protesty przerodziły się w zamieszki, podczas których doszło do wtargnięcia manifestantów do ambasady Arabii Saudyjskiej. 8 stycznia Iran zerwał kontakty handlowe z Arabią Saudyjską. Egzekucji nie potępiły Komory i Turcja, uważając, że jest to wewnętrzna sprawa Arabii Saudyjskiej. Pomimo reakcji władz Turcji, w Stambule doszło do protestów przeciwko Arabii Saudyjskiej. Obok Stambułu, protest zorganizowano w Bejrucie.
Pod koniec września 2020 roku w Waszyngtonie powołano DAWN (pol. Świt; skrót od angielskiej nazwy Democracy for the Arab World Now). Organizacja ma na celu monitorowanie praw człowieka w Arabii Saudyjskiej, Egipcie i Zjednoczonych Emiratach Arabskich.